# Qianjin (köpinghuvudort i Kina, Zhejiang Sheng, lat 30,68, long 120,24)
Qianjin är en köpinghuvudort i Kina. Den ligger i provinsen Zhejiang, i den östra delen av landet, omkring 48 kilometer norr om provinshuvudstaden Hangzhou. Antalet invånare är 18 630. Befolkningen består av 9 379 kvinnor och 9 251 män. Barn under 15 år utgör 7,0 %, vuxna 15-64 år 72 %, och äldre över 65 år 20,0 %.
Runt Qianjin är det tätbefolkat, med 493 invånare per kvadratkilometer. Närmaste större samhälle är Linghu, 7,6 km nordväst om Qianjin. Trakten runt Qianjin består till största delen av jordbruksmark.
Genomsnittlig årsnederbörd är 1 675 millimeter. Den regnigaste månaden är juni, med i genomsnitt 253 mm nederbörd, och den torraste är november, med 62 mm nederbörd.